# 水之宫殿
水之宫殿（Jal Mahal）是一座宫殿，位于印度拉贾斯坦邦首府斋浦尔文萨加尔湖中。
在18世纪，斋辛格二世对水之宫殿和它周围的湖泊进行了“令人瞠目的”改造和扩建。

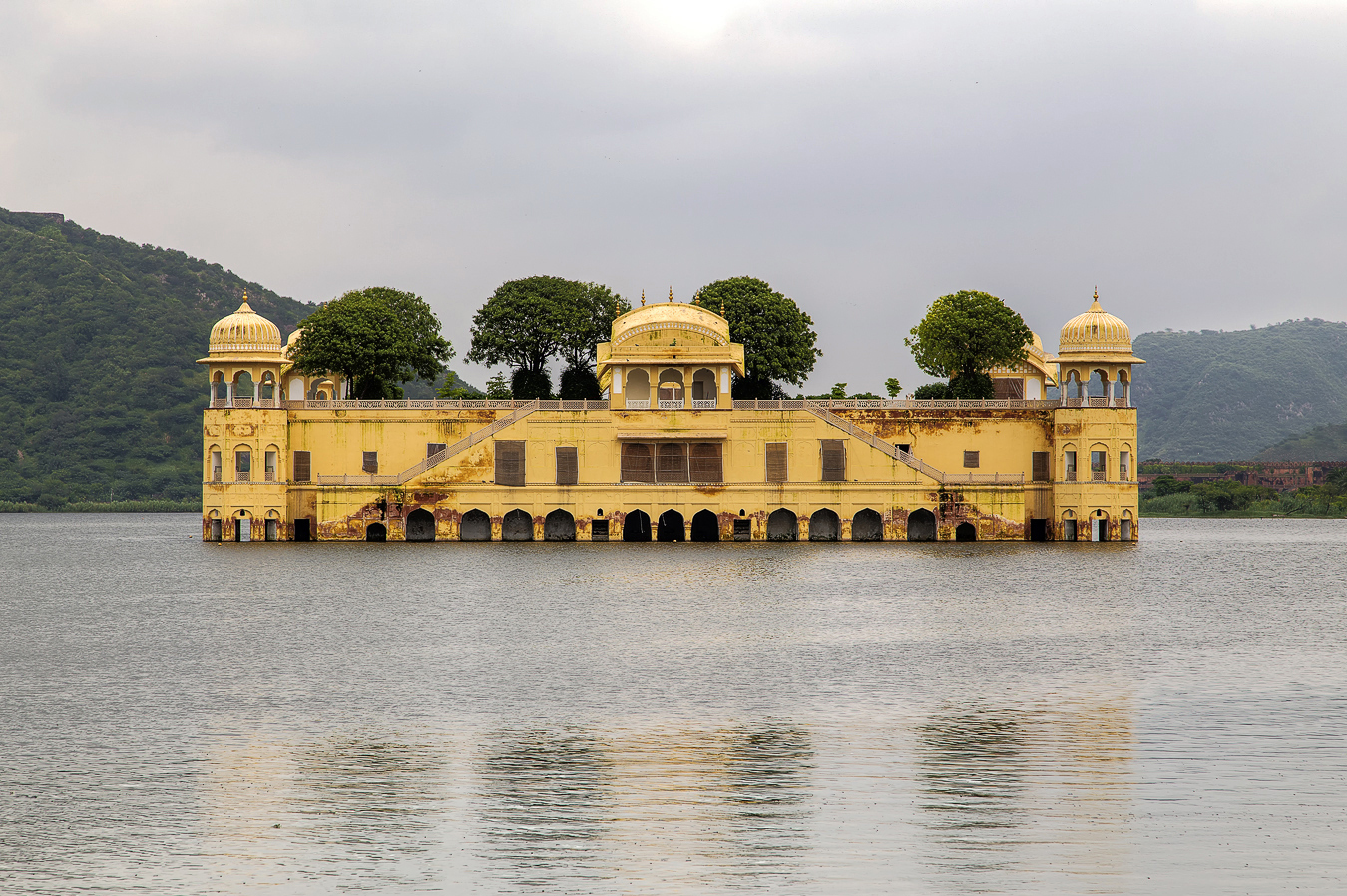
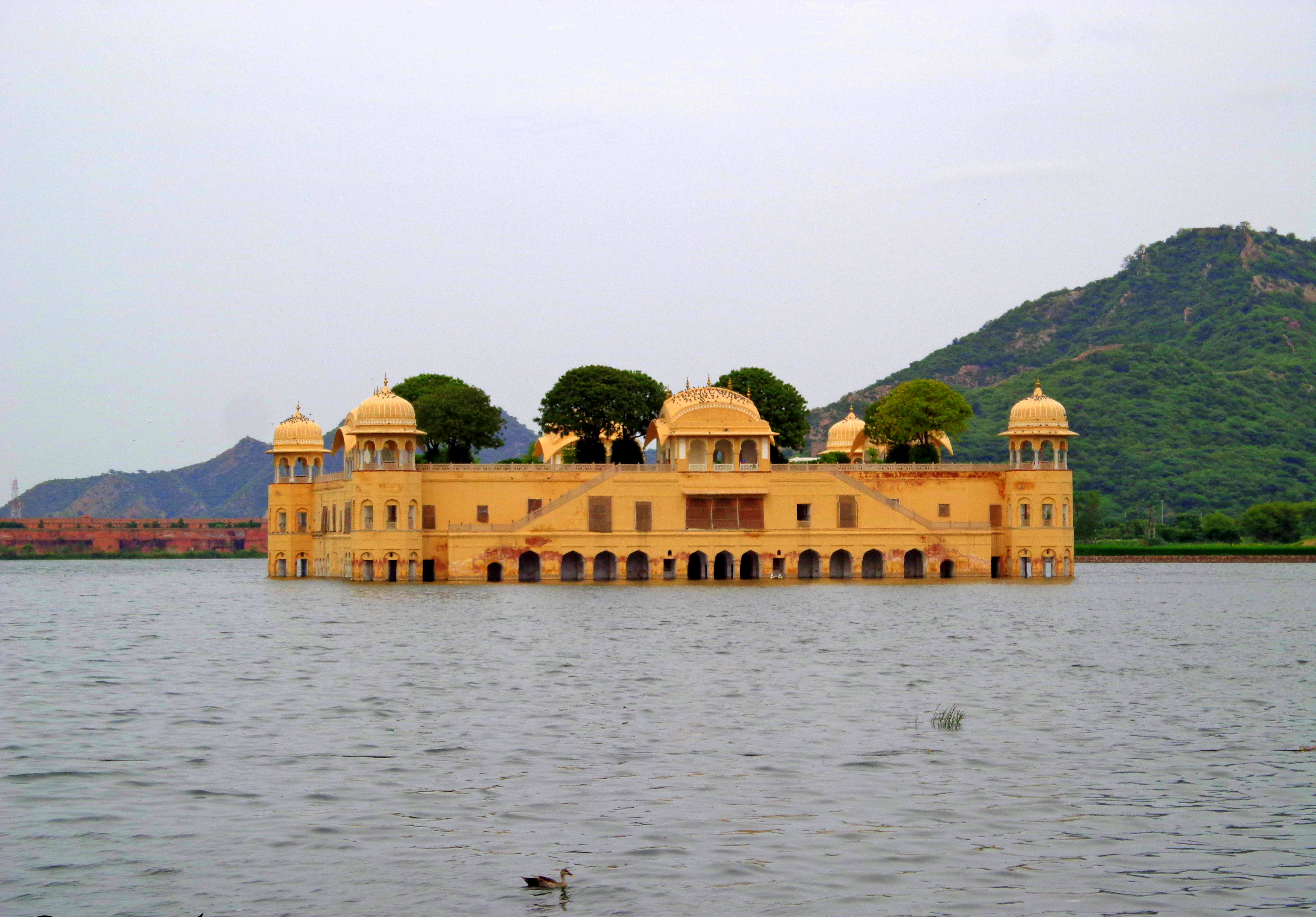
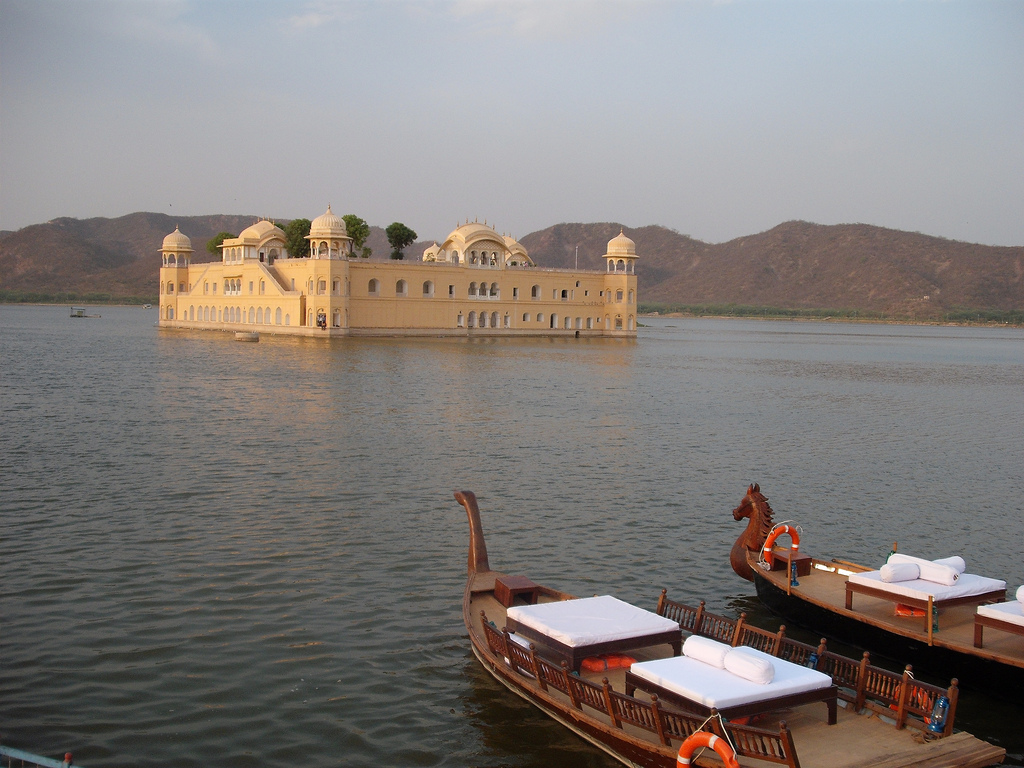
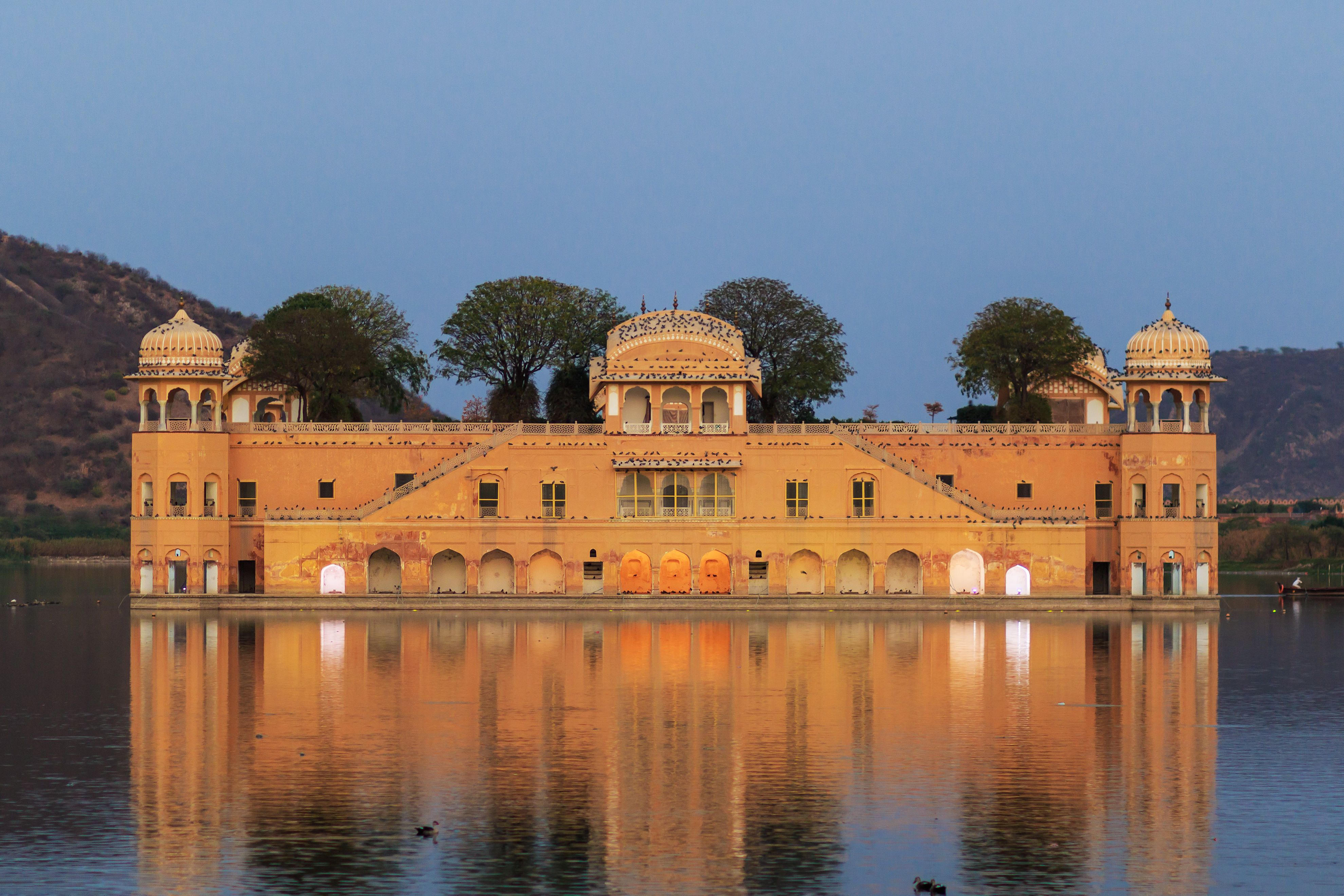
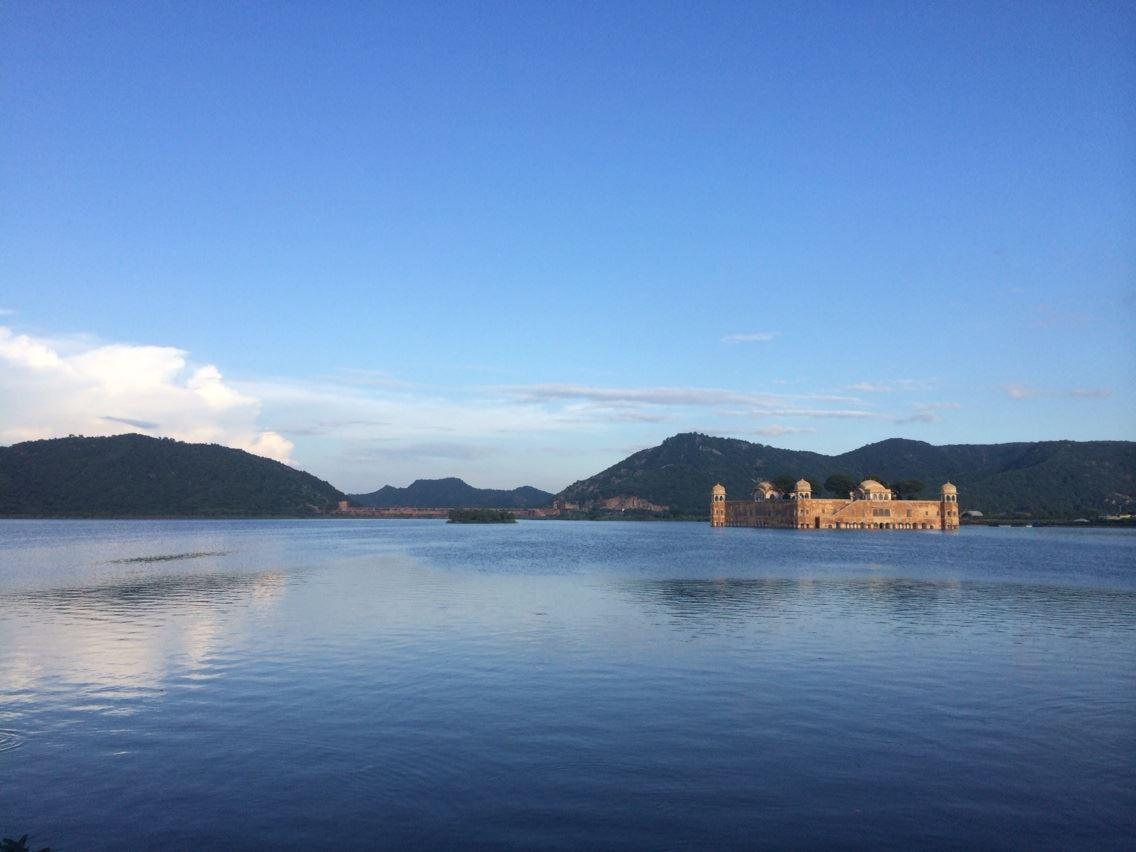